# 喬皮蓬塔山
10°06′56″S 77°01′27″W / 10.11556°S 77.02417°W
喬皮蓬塔山（Chawpi Punta），是秘魯的山峰，位於該國北部安卡什大區，由博洛涅西省的瓦斯塔區負責管轄，屬於安地斯山脈的一部分，海拔高度4,600米。